# Leucopogon cochlearifolius
Leucopogon cochlearifolius är en ljungväxtart som beskrevs av Arne Strid 1986. Leucopogon cochlearifolius ingår i släktet Leucopogon och familjen ljungväxter. Inga underarter finns listade i Catalogue of Life.